# François Hadji-Lazaro
François Hadji-Lazaro (París; 22 de junio de 1956-25 de febrero de 2023) fue un músico multiinstrumentista, cantautor, productor discográfico y actor cinematográfico francés. También fue maestro, músico callejero y miembro del servicio de seguridad en conciertos.

## Biografía
Desde niño, François Hadji-Lazaro se interesó principalmente por la música. Aprendió a tocar la guitarra y luego otros instrumentos tradicionales (acordeón, gaita, banyo, violín, guimbarda, ukelele, entre otros) llegando a dominar unos veinte, de forma prácticamente autodidacta. Entonces abandonó su carrera de maestro y empezó a tocar en el metro.
Después de su participación en el grupo folk Pénélope, pasó a formar parte del grupo rock Pigalle. Posteriormente el grupo se convirtió en un dúo formado por François, cantante y multiinstrumentista, y Daniel Hennion, bajo eléctrico. 
Pero el éxito le llega con Les Garçons Bouchers, cuyo primer disco fue editado por Boucherie Productions, compañía discográfica fundada por François y por Eric Blitz, ambos miembros del grupo. 
Boucherie Productions editó, entre otros, discos de Mano Negra. Les Tétines Noires, Paris Combo, Les Elles, BB Doc, Wally, Clarika, Les Belles Lurettes, les Happy Drivers y Los Carayos; pero, después de siete años de actividad y unos 150 álbumes editados, en 1995 tuvo que cerrar sus puertas por dificultades económicas. François Hadji-Lazaro inicia entonces una carrera como cantante solista, con los discos «François détexte Topor» y «Et si que…?», entre otros.
François fue también actor en papeles secundarios en varias películas, como «La Cité des enfants perdus», 1995, dirigida por Marc Caro y Jean-Pierre Jeunet.